# Campoplex collinus
Campoplex collinus är en stekelart som först beskrevs av Morley 1913.  Campoplex collinus ingår i släktet Campoplex och familjen brokparasitsteklar. Inga underarter finns listade.